# Szervátültetés

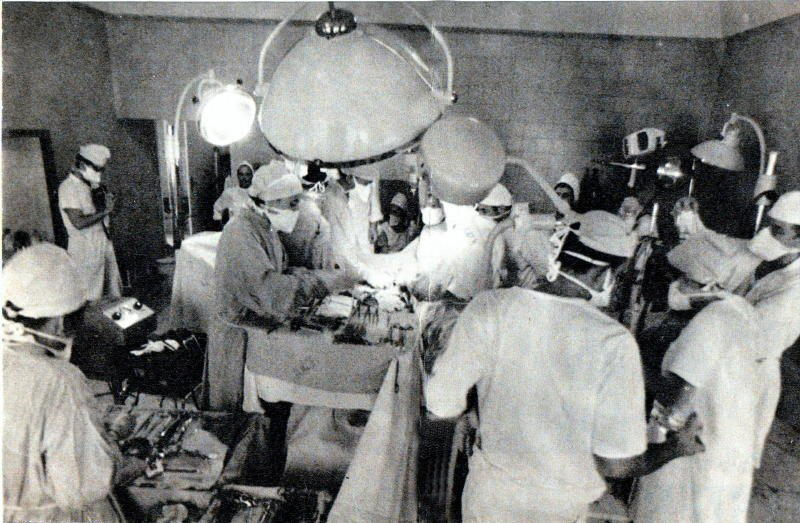
Szervátültetés (1968)

A szervátültetés egy szerv átültetése (transzplantáció) egy szervezetből egy másikba (illetve ritkábban a szervezet egyik helyéről egy másik helyre). Az emberi gyógyászat dinamikusan fejlődő fontos ága. Azt a szervezetet, amelyből a szerv származik donornak, amelyik szervezetbe az átültetés történik recipiensnek nevezzük. Célja a recipiens sérült vagy hiányzó szervének pótlása, ezáltal életminőségének javítása és élettartamának meghosszabbítása. Az esetek döntő többségében allotranszplantációról van szó, azaz az átültetés egyik emberből egy vele genetikailag nem teljesen megegyező másik emberbe történik. A donor lehet élő, vagy elhunyt személy. Kísérletek folynak őssejtekből működő szervek létrehozására is. Jelenleg átültethető szervek a szív, a vese, a máj, a hasnyálmirigy, a tüdő, a vékonybél, és a csecsemőmirigy. Nemcsak szervek, hanem szövetek, illetve sejtek is átültetésre kerülhetnek, például szaruhártya, csontvelő, bőr, csont, porcszövet, vér stb.

## A szervátültetés (graft) típusai
- Autograft

A graft ugyanabból a személyből származik, mint akibe a beültetés történik (autotranszplantáció). Autotranszplantáció történik például akkor, amikor sérült bőrt pótolnak más testtájról származó bőrrel, vagy beszűkült/elzáródott ereket (leggyakrabban a szívkoszorúeret) hidalnak át más testtájról származó érrel. 
Ide tartoznak még egyebek között az autotranszfúzió (a levett vér későbbi visszaadása), a hajátültetés (a kopaszodás kezelésében), az autogén őssejtátültetés (például rosszindulatú vérképzőszervi betegségek esetén) stb.
- Allograft

A donor és a recipiens ugyanazon faj két, genetikailag nem megegyező egyede. Ilyenkor allotranszplantációról beszélünk. 
A szervátültetések döntő többségében az átültetett szerv allograft. Ebben az esetben számítani kell a befogadó szervezet graft ellen irányuló immunreakciójára, ritkábban a graft immunsejtjeinek a befogadó szervezet elleni reakciójára. Ennek kivédése az immunreakció részleges elnyomását szolgáló szerekkel történik (immunszuppresszió)
- Izograft

Ritkán megvalósuló szerencsés esetben a beteg egypetéjű -tehát genetikailag megegyező- ikertestvéréből származó szerv átültetésére van lehetőség. Ekkor immunreakció nem alakul ki.
- Xenograft

A graft más fajból származik, mint amelybe beültetésre kerül. A xenotranszplantáció a humán medicinában (elsősorban a várható súlyos immunreakció miatt) jelenleg nagyon ritka kivételtől eltekintve nem alkalmazott, de aktívan kutatott eljárás. Talán a kivételhez sorolható a sertésből származó szívbillentyű beültetése emberbe (gyakran és sikeresen alkalmazott eljárás), bár ebben az esetben nem élő szövet átültetéséről van szó.
- Osztott transzplantátum

Néha az elhalt személyből származó szervet, például a májat, kettéosztva két recipiensbe is be lehet ültetni. Mivel az egész szerv átültetésnek jobbak az eredményei, ezt általában nem preferálják.
- Domino transzplantátum

Például bizonyos tüdőbetegségben (cisztás fibrózis) amikor mindkét tüdő átültetése szükségessé válik, technikailag egyszerűbb mindkét tüdővel együtt a szívet is átültetni (szív-tüdő átültetés). Ebben az esetben a recipiens egészséges szívét egy harmadik (szívátültetésre váró) beteg kapja meg.
- AB0 inkompatibilis transzplantátum.

Mivel a nagyon fiatal gyermekeknek még nem fejlődött ki teljesen az immunrendszerük, lehetséges, hogy számukra egyébként nem kompatibilis személytől kapjanak szervet. A graft túlélése és a recipiens halálozás megközelítően hasonló mint AB0 kompatibilis graft esetén. A legfontosabb feltétel, hogy a kapó szervezetben még ne termelődjön vércsoportantigén ellenes antitest

## Jogi és etikai kérdések
Egy szerv kivétele egyik emberből (akár élő, akár halott) azzal a céllal, hogy azt egy másik emberbe ültessük át, számos jogi és etikai kérdést vet fel. Ezeknek a megválaszolása nem mindig egyszerű, azt világnézeti, vallási, kulturális, gazdasági, filozófiai szempontok modulálhatják.
Példaként néhány felmerülő kérdés:
- Élő donor esetében milyen mértékig vállalható fel a szervet adományozó személy egészségkárosodásának veszélye?
- Megengedhető-e az anyagi ellentételezés a szervet adó részére?
- Milyen úton biztosítható az önkéntesség (például akár csak lelki kényszertől, családtagok elvárásából eredő nyomástól mentes) maradéktalan betartása?
- Hogy küszöbölhető ki biztonságosan a kriminális cselekmények lehetősége?

Halott donor esetén:
- Mikor mondhatjuk ki a halál beálltát?
- Sérülnek-e a hozzátartozók vagy az elhunyt jogai a szervkivétellel, tekintettel a kegyeleti szempontokra is.
- Felülírhatják-e a kegyeleti jogok a szervre váró beteg élethez való jogát illetve fordítva?

Magyarországon a szervátültetésnek rendje, beleértve a technikai és jogi szempontokat is, szigorúan szabályozott. Élő donáció csak önkéntesség alapján, mindkét fél biztonságának maximális védelmével, a kockázatok körültekintő elemzése után történhet. A szervkereskedelem (a donor beleegyezése esetén is) tilos. Fontos tudni, hogy pontosan szabályozott feltételek mellett a halott (vagy "agyhalott") szervei – könnyen belátható össztársadalmi érdekből – a hozzátartozók tiltakozása ellenére felhasználhatók donáció céljára, amennyiben az elhunyt életében másként nem rendelkezett (bár ez ritkán történik). Az ez elleni tiltakozás legtöbbször a hozzátartozók felkészületlenségének következménye, és nem erkölcsi hozzáállásuk hiányosságáé.

## Fordítás
- Ez a szócikk részben vagy egészben  az   Organ transplantation című angol Wikipédia-szócikk ezen változatának fordításán alapul.  Az eredeti cikk szerkesztőit annak laptörténete sorolja fel. Ez a jelzés csupán a megfogalmazás eredetét és a szerzői jogokat jelzi, nem szolgál a cikkben szereplő információk forrásmegjelöléseként.

### Magyarországi szervátültetéssel foglalkozó civil szervezetek
- Magyar Szervátültetettek Szövetsége: http://www.trapilap.hu
- Transzplantációs Alapítvány a Megújított Életekért http://www.transalap.hu
- Trappancs Szervátültetett Gyermekek Rehabilitációs és Sportegyesülete http://trappancs.hu